# ديريك جيبس
ديريك جيبس (بالإنجليزية: Derek Gibbs)‏ هو عازف قيثارة أمريكي، ولد في 9 سبتمبر 1973.